# Nowospasskij
Nowospasskij (ros. Новоспасский) – osiedle w Rosji, w obwodzie samarskim, w rejonie priwołżskim. W 2021 liczyło 2006 mieszkańców.